# گریژگروبن
گریژگروبن (به هلندی: Grijzegrubben) یک منطقهٔ مسکونی در هلند است که در نوت (هلند) واقع شده‌است. گریژگروبن ۱۸۵ نفر جمعیت دارد.